# Flora-Tempel

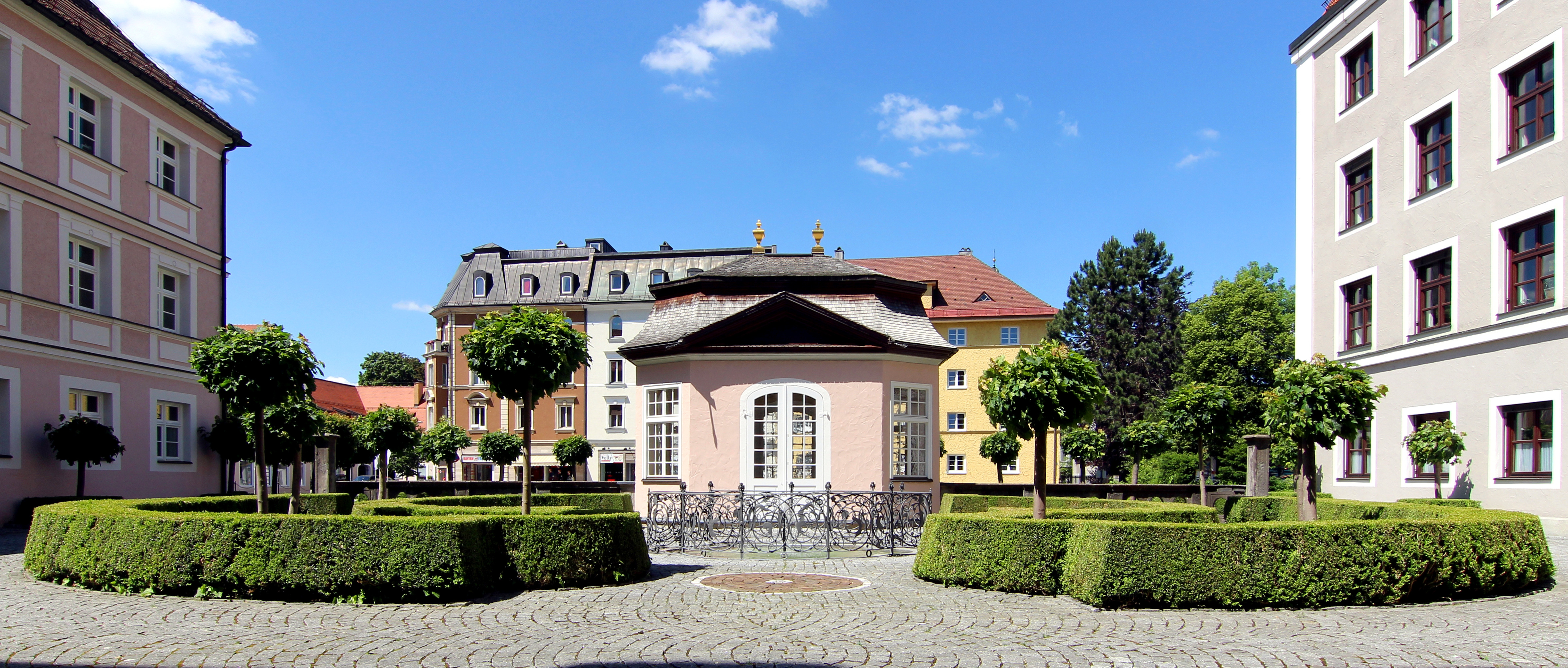
Flora-Tempel

Der Flora-Tempel (auch Pavillon der Flora) ist ein kleiner, denkmalgeschützter Gartenpavillon, der sich östlich der Harmonie am Finanzamt in Kempten (Allgäu) befindet.
Der Pavillon wurde im Jahr 1981 von einer Gartenanlage am Stadtpark in der Luitpoldstraße an den heutigen Standort versetzt. Die Luitpoldstraße wurde 1981 im südlichen Teil zu Am Königsplatz, im nördlichen Teil zu Am Stadtpark umbenannt. 
Das kleine Bauwerk ist von einer durchbrochenen Sandsteinbrüstung umgeben, die schon zu der alten Anlage gehörte. Überdeckt ist der Pavillon mit einem Mansarddach. Der mehreckige Bau wurde im Jahr 1762 im Auftrag von Fürstabt Honorius Roth von Schreckenstein errichtet. Im Inneren des Pavillons befindet sich Rokokostuck aus der Erbauungszeit; das Deckengewölbe ist gegliedert durch flache Stichbogennischen und Spiegelgewölbe. Die Eckkartuschen zeigen Bilder der vier Jahreszeiten. Das Deckenfresko präsentiert einen antiken Götterhimmel in üppigem Dekor mit der Göttin Flora im Zentrum. Alle Malereien in dem Pavillon stammen wohl vom Allgäuer Künstler Linus Seif.
Die Restaurierung der Malereien und des Stucks lag in den Händen des Allgäuer Kirchenmalers und Restaurators Gebhard Eyerschmalz.
Der Pavillon ist nur während der Allgäuer Festwoche zur Besichtigung geöffnet; er liegt innerhalb des Festgeländes.